# 劉襲
临澧忠侯劉袭（433年—470年4月26日），字茂德，南朝宋桂阳恭侯劉义融第二子，长沙景王刘道鄰之孙。
劉袭在弱冠之年即出任秘书郎。宋孝武帝时，改任太子舍人，后出任明威将军、安成太守。景和元年十一月二十九日（466年1月1日），废帝刘子业被人杀死。泰始元年十二月丙寅（466年1月9日），劉彧即皇帝位，是为宋明帝。泰始二年正月七日（466年2月7日），邓琬等人在江州奉刘子勋为帝。劉袭占据安成郡，阻挡了刘子勋军队的进攻。事后，劉袭因功改任辅国将军、郢州刺史，封建陵县开国侯，食邑五百户。后以建陵县地远，改封临澧县开国侯，改任侍中、冠军将军。后又改任中护军。
泰始六年三月十日（470年4月26日），劉袭去世，享年三十八岁，追赠护军将军，加散骑常侍，谥忠。

## 家庭

### 父母
- 父：桂阳恭侯劉义融。
- 嫡母：王氏，字韶风，出自琅玡临沂王氏。
- 生母：汤氏，宣城人。

### 妻族
- 妻：江景婼，济阳考城人。
- 岳父：江淳，字徽源，官至太子洗马。
- 妻之祖父：江夷，字茂远，官至前将军、湘州刺史。

### 子女
- 长子：劉晃，字长晖，封桂阳县侯，出继伯父桂阳孝侯劉覬。
- 次子：劉旻，字渊高，袭临澧县侯，后改封东昌县侯[1]。
- 三子：劉暠，字渊华，出繼廬陵王劉紹。
- 四子：劉𣊹，字渊邃，出继叔父劉寔。
- 五子：劉□，字淵頖。
- 六子：劉晏，字渊平。
- 长女：劉丽昭。
- 次女：劉丽明。
- 三女：小字僧归。